# Chromolaena steyermarkiana
Chromolaena steyermarkiana là một loài thực vật có hoa trong họ Cúc. Loài này được (V.M.Badillo) R.M.King & H.Rob. mô tả khoa học đầu tiên năm 1977.